# NWOBHM
NWOBHM（ニュー・ウェイヴ・オブ・ブリティッシュ・ヘヴィメタル、New Wave Of British Heavy Metal）は、1970年代後半のイギリスで勃発した音楽ムーブメントのことである。"N.W.O.B.H.M."と表記されることもある。アイアン・メイデン、デフ・レパード、サクソン、サムソン、タイガース・オブ・パンタン、プレイング・マンティスらが、NWOBHMの代表的なバンドとされている。

## 概要・歴史
1970年代後半のイギリスは、保守党・労働党のお粗末な政策と、石油ショック後の大不況の影響で、国民は厳しい生活状況に追い込まれていた。1979年夏、イギリスでDJニール・ケイ主催のヘヴィ・メタル・ディスコ「Bandwagon」で、無名バンドによるライブイベント「Heavy Metal Nite」が開かれた。ローカル・バンドの自主製作盤の紹介も行っていた雑誌「Sounds」誌には、「Bandwagon」で紹介されたバンドのBest10を発表するコラムがあった。このコラムで注目されたアイアン・メイデン、サムソン、エンジェル・ウィッチによってツアーが実施されたことが、パンクに対抗するハード・ロック／ヘヴィ・メタル（以降 HR/HM と表記）バンドが登場する契機となった。
NWOBHMの由来は「Sounds」誌で、ジェフ・バートンの書いた記事による。1970年代後期のHR/HMは、パンク以降に登場したニュー・ウェイヴを支持する人間が過去のロックを「オールド・ウェイヴ」と呼ぶ事に対しあえて「"New Wave"」、ブリティッシュ・ロック低迷からの復権を願って"British"、ハード・ロックを継承しながらも新しい時代を切り開く意味で"Heavy Metal"を合わせて名付けられた。
パンク、ニュー・ウェイヴが過去の音楽を否定する事を始まりとするのに対し、NWOBHMは伝統を継承するとの主張が込められている。

## 詳細
女性学者のディーナ・ワインステインによれば、ヘビーメタル・バンドやメタル・ファンの音楽、哲学、ライフスタイルは、左翼の批評家や、保守・右派的な世論の両方からしばしば非難されたという。1979年5月にEMIからデビューアルバムを発表したサクソン、同年8月にフォノグラムと契約したデフ・レパード、同年12月にEMIと契約したアイアン・メイデンが代表的なバンドとして挙げられるが、実際には1980年代前半までに乱立したインディーズ・レーベルや自費出版による流通で発表を行った多数のバンドがNWOBHMの中核であった。1980年代前半までに7インチ・レコードを発表したバンドだけがNWOBHMと呼ばれるとする見方もある。なお、レインボー、ジューダス・プリースト、UFO、シン・リジィ、ディープ・パープル、レッド・ツェッペリン、ブラック・サバス、マイケル・シェンカー・グループなどのバンドは、NWOBHMには含まれない。
このムーブメントの影響は、1980年8月16日にイギリス・ドニントンで第1回のモンスターズ・オブ・ロックが開催され、HR/HM系バンドのみのロック・フェスティバルとしてレインボー、ジューダス・プリースト、スコーピオンズ、サクソン、エイプリル・ワイン、タッチ、ライオットが出演している。伝統的なレディング・フェスティバルでは、パンク、ニュー・ウェイヴ系から、HR/HM系のバンドが主な出演となり、1980年にはバッジー、ホワイトスネイクなどが、1981年にはスコーピオンズ、UFOなどが、1982年にはダイアモンド・ヘッド、マイケル・シェンカー・グループなどが出演している。また、イギリス以外の国（特にアメリカや日本における）でのヘヴィメタルの隆盛にもつながっている。ヒット曲「ラブ・バイツ」や「シュガー・オン・ミー」で、全米チャートでも成功を収めたデフ・レパードは「自分たちはヘヴィメタルバンドではなく、ハードロックバンドである。」と、NWOBHMとは関係がないとしている。

## NWOBHMの代表的なバンド一覧
- アイアン・メイデン（IRON MAIDEN）
- ウィッチファインダー・ジェネラル（WITCHFINDER GENERAL）
- ウィッチファインド（WITCHFYNDE）
- ウルフ（WOLF）
- エンジェル・ウィッチ（ANGEL WITCH）
- ガスキン（GASKIN）
- ガール（GIRL）
- ガールスクール（GIRLSCHOOL）
- クオーツ（QUARTZ）
- グランプリ（Grand Prix）
- グリム・リーパー（GRIM REAPER）
- サクソン（SAXON）
- サムソン（SAMSON）
- ジャガー（JAGUAR）
- スイート・サヴェージ（SWEET SAVAGE）
- セイタン（SATAN）
- ダーク・スター（DARK STAR）
- タイガース・オブ・パンタン（TYGERS OF PAN TANG）
- タイタン（TYTAN）
- ダイアモンド・ヘッド（DIAMOND HEAD）
- タンク（TANK）
- ディーモン（DEMON）
- デフ・レパード（DEF LEPPARD）
- トーキョー・ブレイド（TOKYO BLADE）
- トレスパス（TRESPASS）
- ファストウェイ（FASTWAY）
- フィスト（FIST）
- ブラック・ローズ（BLACK ROSE）
- ブリッツクリーグ（BLITZKRIEG）
- プレイング・マンティス（PRAYNG MANTIS）
- ヴァーディス（VARDIS）
- ヴェノム（VENOM）
- ホワイト・スピリット（WHITE SPIRIT）
- ママズ・ボーイズ（MAMA'S BOYS）北アイルランド
- モーターヘッド（Motörhead）
- レイヴン（RAVEN）
- ワイルド・ホーシズ（WILD HORSES）

## 洋書
- Bushell, Garry; Halfin, Ross (1984). Iron Maiden – Running Free. London, UK: Zomba Books. ISBN 978-0-946-391509
- Christe, Ian (2004). Sound of the Beast: The Complete Headbanging History of Heavy Metal. New York City: HarperCollins. ISBN 978-0-380-81127-4